# Ресничный геккон-бананоед
Реснитчатый геккон-бананоед (лат. Correlophus ciliatus) — долгое время считался очень редким видом геккона из рода Rhacodactylus (изм. на род Correlophus) сейчас активно распространяется среди заводчиков. Эндемик острова Новая Каледония. Окраска тела варьируется, и может быть серой, коричневой, зелёной, бледно-жёлтой и рыже-красной. Обитает в верхнем ярусе дождевых лесов. Активен ночью и в сумерки. Слова «реснитчатый» или «гребенчатый» появились в названии геккона из-за своеобразного зубчатого ряда шипов, которые расположены по всей длине спины ящерицы. Как и многие ящерицы, может отбрасывать хвост, который впоследствии не отрастает. И самцы и самки в среднем достигают 16-18 см, с хвостом. Половозрелыми они становятся в возрасте от 15 до 18 месяцев, при весе в 35-45 грамм. При хорошем содержании жить могут до 17-20 лет.
Некоторое время считался вымершим, прежде чем вновь был открыт в 1994 году. В рамках Вашингтонской конвенции планируется внести его в список охраняемых видов, наряду с другими представителями того же рода.

## Питание
Геккон-бананоед является всеядным животным. Употребляет он как животную, так и растительную пищу, но из-за особенностей строения челюсти он не в состоянии проглатывать большие куски. Питается фруктами (зрелыми упавшими фруктами, которые уже стали мягкими). Зачастую такие фрукты не кусают, а слизывают как пюре.
Питается взрослый геккон 3 раза в неделю фруктами и насекомыми. Молодого же геккона следует кормить немного чаще. Как только молодой бананоед начнет есть насекомых, следует составить рацион питания так, чтобы насекомые составляли как минимум 2/3 от рациона.

## Размножение
Половозрелость у бананоедов наступает после года (примерно 15-18 мес для самок и 10-13 мес для самцов). При этом самцы взрослеют на несколько месяцев раньше самок. Однако пускать в разведение молодых гекконов не стоит, особенно это вредно для здоровья самки. Лучше подождать, пока ей не исполнится два года.
Самца и нескольких самок ссаживают вместе. Оплодотворение происходит в ночное время. Беременную самку нужно сразу отсадить от самца, иначе он может нанести ей вред. В безопасности ящерка отложит и закопает в грунт два яйца. Инкубационный период составляет от 55 до 75 дней.